# Джон Лавкейн
Джон Лавкейн (Лавкин) (англ. John Lovekyn; д/н — 1366) — лондонський торговець часів середньовічної Англії.

## Життєпис
Про походження замало відомостей. Входив до гільдії риботорговців, частини групи віктуалерів — «старого патриціату». Перша згадка відноситься до 1342 року, коли призначається шерифом Сіті і очільником Лондонського мосту. Перебував на посаді до 1350 року. У 1344 і 1346 роках обирається членом парламенту від Лондона. Був власником корабля «La Weselere». 
1347 року обирається олдерменом до міської ради Лондонського Сіті. 1348 року стає мером Лондонського сіті. Того ж року знову обирається членом парламенту. 1358 року обирається лорд-мером Лондона. Під час обох каденцій сприяв збереженню гарних стосунків із королівським двором та збереженням влади віктуалерів, що контролювали усі ціни в місті. За заслуги перед королем (ймовірно підтримував фінансами англійське військо у Столітній війні) висвячений на лицаря. Саме він доставив у Лондонський порт кам'яне вугілля та інші товари у лютому 1358 року. 
1366 року після усунення лорд-мера Адама Бера рішенням короля Едуарда III знову очолює Лондонське Сіті. Помер під час каденції.